# Akademickie Mistrzostwa Świata we wspinaczce sportowej 2018
Akademickie Mistrzostwa Świata we wspinaczce sportowej 2018 – 2. edycja akademickich mistrzostw świata we wspinaczce sportowej, która odbyła się w dniach 20–23 czerwca 2018 w słowackiej Bratysławie. Podczas zawodów wspinaczkowych zawodnicy i zawodniczki rywalizowali w 8 konkurencjach. Polska wywalczyła dwa medale.

## Harmonogram
| Czerwiec 2018       | 19 Wt | 20 Śr | 21 Cz | 22 Pt | 23 So | 24 Nd |
| ------------------- | ----- | ----- | ----- | ----- | ----- | ----- |
| Wspinaczka sportowa |       | E     | E     | 4     | 4     |       |

Legenda
| E | Eliminacje |  | Finał (ilość) |

## Konkurencje
Mężczyźni
- bouldering, prowadzenie, na czas i wspinaczka łączna

Kobiety
- bouldering, prowadzenie, na czas i wspinaczka łączna

## Medaliści
| Konkurencja        | Złoto                           | Srebro                        | Brąz                           |
| ------------------ | ------------------------------- | ----------------------------- | ------------------------------ |
| Mężczyźni          |                                 |                               |                                |
| bouldering         | Austria · Elias Weiler          | Japonia · Yuji Fujiwaki       | Japonia · Kaito Watanabe       |
| prowadzenie        | Rosja · Fedir Samoilow          | Francja · Thomas Joannes      | Niemcy · Ruben Firnenburg      |
| wspinaczka na czas | Czechy · Jan Kříž               | Ukraina · Kostiantin Pawlenko | Iran · Mehdi AliPourShenazandi |
| wspinaczka łączna  | Rosja · Fedir Samoilow          | Austria · Elias Weiler        | Japonia · Yuji Inoue           |
| Kobiety            |                                 |                               |                                |
| bouldering         | Stany Zjednoczone · Megan Lynch | Japonia · Serika Okawachi     | Francja · Julia Chanourdie     |
| prowadzenie        | Japonia · Mei Kotake            | Francja · Maëlys Agrapart     | Francja · Romain Salomé        |
| wsp. na czas       | Francja · Julia Chanourdie      | Polska · Patrycja Chudziak    | Polska · Anna Brożek           |
| wspinaczka łączna  | Francja · Anouck Jaubert        | Japonia · Mei Kotake          | Francja · Fanny Gibert         |

## Klasyfikacja medalowa
* Organizator zawodów został zaznaczony tym kolorem,  Polskę  oznaczono tekstem pogrubionym.
|                    |                    |                    |                    |   |   |   |    |   |   |   |   |   |   |
| 01 !               | Francja            | 2                  | 2                  | 3 | 7 | 0 | 1  | 0 | 2 | 1 | 3 |   |   |
| 02 !               | Rosja              | 2                  | 0                  | 0 | 2 | 2 | 0  | 0 | 0 | 0 | 0 |   |   |
| 03 !               | Japonia            | 1                  | 3                  | 2 | 6 | 0 | 1  | 2 | 1 | 2 | 0 |   |   |
| 4                  | Austria            | 1                  | 1                  | 0 | 2 | 1 | 1  | 0 | 0 | 0 | 0 |   |   |
| 5                  | Czechy             | 1                  | 0                  | 0 | 1 | 1 | 0  | 0 | 0 | 0 | 0 |   |   |
| 5                  | Stany Zjednoczone  | 1                  | 0                  | 0 | 1 | 0 | 0  | 0 | 1 | 0 | 0 |   |   |
| 8                  | Polska             | 0                  | 1                  | 1 | 2 | 0 | 0  | 0 | 0 | 1 | 1 |   |   |
| 9                  | Ukraina            | 0                  | 1                  | 0 | 1 | 0 | 1  | 0 | 0 | 0 | 0 |   |   |
| 10                 | Iran               | 0                  | 0                  | 1 | 1 | 0 | 0  | 1 | 0 | 0 | 0 |   |   |
| 10                 | Niemcy             | 0                  | 0                  | 1 | 1 | 0 | 0  | 1 | 0 | 0 | 0 |   |   |
| Ogółem (11 państw) | Ogółem (11 państw) | Ogółem (11 państw) | Ogółem (11 państw) | 8 | 8 | 8 | 24 | 4 | 4 | 4 | 4 | 4 | 4 |